# Jahdun-Lim
Jahdun-Lim (akadsko ia-aḫ-du-li-im) je ime dveh kraljev Gornje Mezopotamije: kralja Marija, ki je vladal v 19.-18. stoletju pr. n. št., in kralja Karkemiša, ki je vladal v 18. stoletju pr. n. št. 
Prvi je bil amoritskega porekla in postal kralj po smrti svojega očeta Jagid-Lima. Med Jahdun-Limovo vladavino je Mari postal ena od glavnih sil v regiji. Vodil je uspešen pohod na obalo Sredozemskega morja. Njegovo kraljestvo so ogrožala različna nomadska plemena, tudi Kanaani, vendar jih je na silo podjarmil in prisilil k plačevanju davka. Po vzpostavitvi miru je zgradil tempelj boga Šamaša.
Drugje v Gornji Mezopotamiji je vladal Šamši-Adad I., ki se je postavil za asirskega kralja. Jahdun-Lim je prejel prošnje več kraljev za pomoč proti agresivnemu Šamši-Adadu, vendar so ga, še preden je lahko ukrepal, ubili njegovi služabniki. V kaosu, ki je sledil, je Šamši-Adad zasedel Mari. Jahdun-Limov sin in naslednik Sumu-Adad je bil prisiljen pobegniti v Alep, kjer je ostal do Šamši-Adadove smrti. 